# The King of Comedy
The King of Comedy ist eine US-amerikanische Filmkomödie von Martin Scorsese aus dem Jahr 1982.

## Handlung
Rupert Pupkin ist ein Möchtegern-Komiker in New York. Sein größtes Vorbild ist der umschwärmte Jerry Langford, in dessen regelmäßiger Fernsehshow Pupkin gerne als Gast auftreten würde, um aus dem Stand heraus einen Durchbruch als Entertainer zu erzielen. Immer wieder gibt sich Pupkin Träumereien hin, in denen er bereits eine bekannte Fernsehpersönlichkeit ist und beispielsweise zusammen mit Langford in einem Restaurant sitzt. 
Um Langfords Aufmerksamkeit zu erregen, hilft Pupkin ihm eines Tages, vor einer Meute belagernder Fans zu fliehen. Pupkin fährt im Auto mit und redet unermüdlich und einseitig auf Langford ein. Langford erkennt in Pupkin schnell einen nicht minder nervenden Fan und verweist ihn an seine Sekretärin, die ihn vertröstet. Fast täglich belagert Pupkin ab da die Produktionsfirma Langfords und übergibt Langfords Assistentin auch ein Demo-Band, er bekommt jedoch eine Absage. Seine Obsession verwandelt sich schließlich in ein intensives Stalking, bis er gemeinsam mit einer Freundin, Masha, die selbst hinter dem Showmaster her ist, Langford entführt, um auf diese Weise zu einem Auftritt in dessen Fernsehshow zu kommen.
Aus Angst, Langford könne etwas angetan werden, willigt die Produktionsfirma ein und ermöglicht Pupkin einen einmaligen Auftritt. Pupkin sieht sich die kurz danach ausgestrahlte Sendung in einer Kneipe an. Der Ausstrahlung nach zu urteilen kam er beim Publikum gut an und erntet viel Beifall. Währenddessen kann sich Langford selbst befreien und Pupkin wird von der Polizei verhaftet. 
Anschließend wird gezeigt, wie Pupkin im Gefängnis eine Autobiografie mit dem Titel King for a Night (König für eine Nacht) verfasst und am Ende doch den so von ihm herbeigesehnten Ruhm in Form einer eigenen Fernsehshow erlangt: Nicht durch seine mäßigen Witze, als vielmehr aufgrund der Umstände seines Auftritts. Unklar ist, ob hier die Realität oder ein weiterer Tagtraum Pupkins dargestellt werden soll.

## Hintergrund
The King of Comedy wurde an der Kinokasse einer der erfolglosesten Filme Martin Scorseses. Er wurde jedoch von den Kritikern gelobt, die ihn für einen seiner besten Filme hielten. Scorsese wollte ursprünglich Johnny Carson für die Rolle des Jerry Langford besetzen. Als weitere Alternativen waren Frank Sinatra und Dean Martin im Gespräch, bevor schließlich Jerry Lewis für die Rolle besetzt wurde.

## Wissenswertes
In dem Film treten einige Stars auf, die sich selbst spielen, darunter der Comedian Ed Herlihy, der Musiker Lou Brown sowie die Schauspieler Tony Randall und Joyce Brothers und der Pianist und Komödiant Victor Borge. Neben der Sängerin und Schauspielerin Ellen Foley und dem Musiker und Filmregisseur Don Letts sind im Film auch die Musiker Mick Jones, Paul Simonon und Joe Strummer von The Clash in einer kurzen Szene zu sehen. Sie alle werden im Abspann als „Street Scum“ (Übersetzung: Straßenabschaum) aufgeführt. In einer Szene, in der Rupert und Rita in einem Restaurant sitzen, sitzt im Hintergrund der Schauspieler Chuck Low und imitiert dabei die Bewegungen, die Rupert macht.
Martin Scorsese übernahm gegen Ende des Filmes einen Cameo-Auftritt als Regisseur von Langfords Sendung. Auch weitere Mitglieder aus seiner Familie wirkten in The King of Comedy mit. Seine Mutter Catherine spielt Ruperts Mutter, sie selbst ist zwar in dem Film nicht zu sehen, aber man hört in mehreren Szenen ihre Stimme. Martin Scorseses Tochter Cathy spielt die kleine Rolle der Autogrammsammlerin Dolores und sein Vater Charles spielt am Ende des Films einen Mann in der Bar, wo sich Rupert Pupkin seinen Fernsehauftritt anschaut. Edgar Scherick und Frederick de Cordova, die im Film die Rollen des Senderchefs und des Produzenten der Jerry-Langford-Show verkörpern, waren auch im echten Leben als Fernsehproduzenten tätig.

## Synchronisation
Die deutsche Synchronbearbeitung entstand 1983 in den Ateliers der Berliner Synchron GmbH unter Wenzel Lüdecke in Berlin.
| Rolle          | Darsteller      | Synchronsprecher   |
| -------------- | --------------- | ------------------ |
| Rupert Pupkin  | Robert De Niro  | Christian Brückner |
| Jerry Langford | Jerry Lewis     | Peer Augustinski   |
| Rita Keane     | Diahnne Abbott  | Evelyn Maron       |
| Masha          | Sandra Bernhard | Liane Rudolph      |
| Cathy Long     | Shelley Hack    | Alexandra Lange    |
| Tony Randall   | Tony Randall    | Jürgen Thormann    |

## Kritiken
Der Film erhielt überwiegend positive Kritiken und erreichte bei Rotten Tomatoes eine Bewertung von 91 %, basierend auf 44 Kritiken.
Laut Hans-Christoph Blumenberg bewegt sich der Film um einen „neurotischen Einzelgänger“ auf einem „schmalen Grat zwischen Alltags-Beobachtung, Satire und psychologischem Thriller“ und mündet – typisch für Scorsese – in ein „ironisch-gebrochenes“ Märchen-Finale.
Das Lexikon des internationalen Films resümierte: „Eine hintergründig erzählte Tragikomödie um die Ausbeutung von Träumen und den Widerspruch zwischen Illusion und Realität im amerikanischen Showbusiness. Vorzüglich interpretiert in den beiden gegensätzlichen Hauptrollen.“
Der Spiegel hielt für die von dem früheren Newsweek-Kritiker Paul D. Zimmerman entwickelte Geschichte in Bezug auf Jerry Lewis‘ Langford-Rolle eine Warnung für nötig, denn der Film sei keine „Komödie von der üblichen Sorte“. Zwar stecke er „voller sarkastischem Witz“, sei jedoch „teilweise bitterböse“. Weiter wird ausgeführt: „Jerry Lewis nämlich führt eine Figur vor, die kaum zum Lachen reizt. Er ist der einsame Fernseh-Superstar, dem das ganze Showbusiness sichtlich auf die Nerven geht. Auf der Straße wird er von Fans gejagt, und nachts sitzt er mürrisch und allein in seiner Wohnung vorm Fernseher. Scorsese, der präzise Beobachter amerikanischer Wahn-Entgleisungen, ist sich allerdings zu schade für das sentimentale Klischee von der Einsamkeit der Männer an der Spitze. Am Beispiel Pupkin-De Niro zeigt er, daß die Einsamkeit ganz unten genauso groß ist.“

## Auszeichnungen
Der Film nahm am Wettbewerb der Internationalen Filmfestspiele von Cannes 1983 teil, wurde bei der Preisvergabe jedoch nicht berücksichtigt. 1984 wurde er in fünf Kategorien für den BAFTA Award nominiert, jedoch lediglich Paul D. Zimmerman erhielt ihn für sein Drehbuch. Die Vereinigung der Londoner Filmkritiker wählte ihn 1984 zum Film des Jahres.